# 第13和14次发现任务的选择

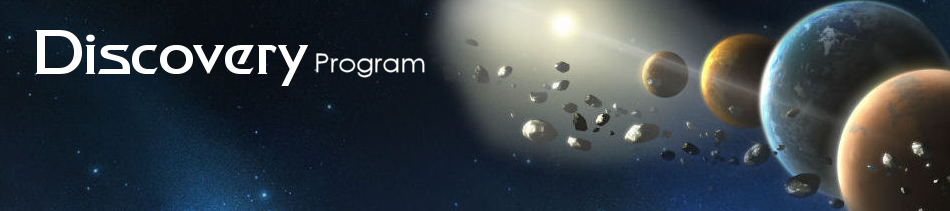
截至2016年1月发现计划网站的标题。

2014年2月，随着美国宇航局下一次发现任务招标公告(AO)的起草，第13和14次发现计划遴选工作开始启动。获选的任务提案将获得4.5亿美元的项目开发和建设经费，如果任务能采用某些技术，还将获得另外的拨款。美国航天局共收到了28份第13和14次发现任务提案，其中16份主要为围绕太阳系小天体的任务。2017年1月，飞越多颗木星特洛伊小行星的“露西号”任务和飞往金属小行星灵神星的“灵神星轨道器”任务被宣布为本届评选的获胜者，将分别于2021年10月和2023年10月发射。
“露西号”和“灵神星号”只是2015年9月美国宇航局所公布入围名单的一部分，在该名单中还包括有金星大气层探测器达芬奇号、麦哲伦号风格的真相号金星轨道器和专注于探测潜在危险近地天体的空间望远镜-近地天体照相机。这是自1999年第7和第8次发现任务评选以来，首次选出了5项，而非传统的3项入围提案。每项入围提案都将获得300万美元来制定他们的任务计划，近地天体照相机概念在评选结束后获得了美国宇航局额外的一年资助。这也是自2001年第9和10次发现任务评选来，首次在单轮评选中选择了两项飞行任务。

## 背景

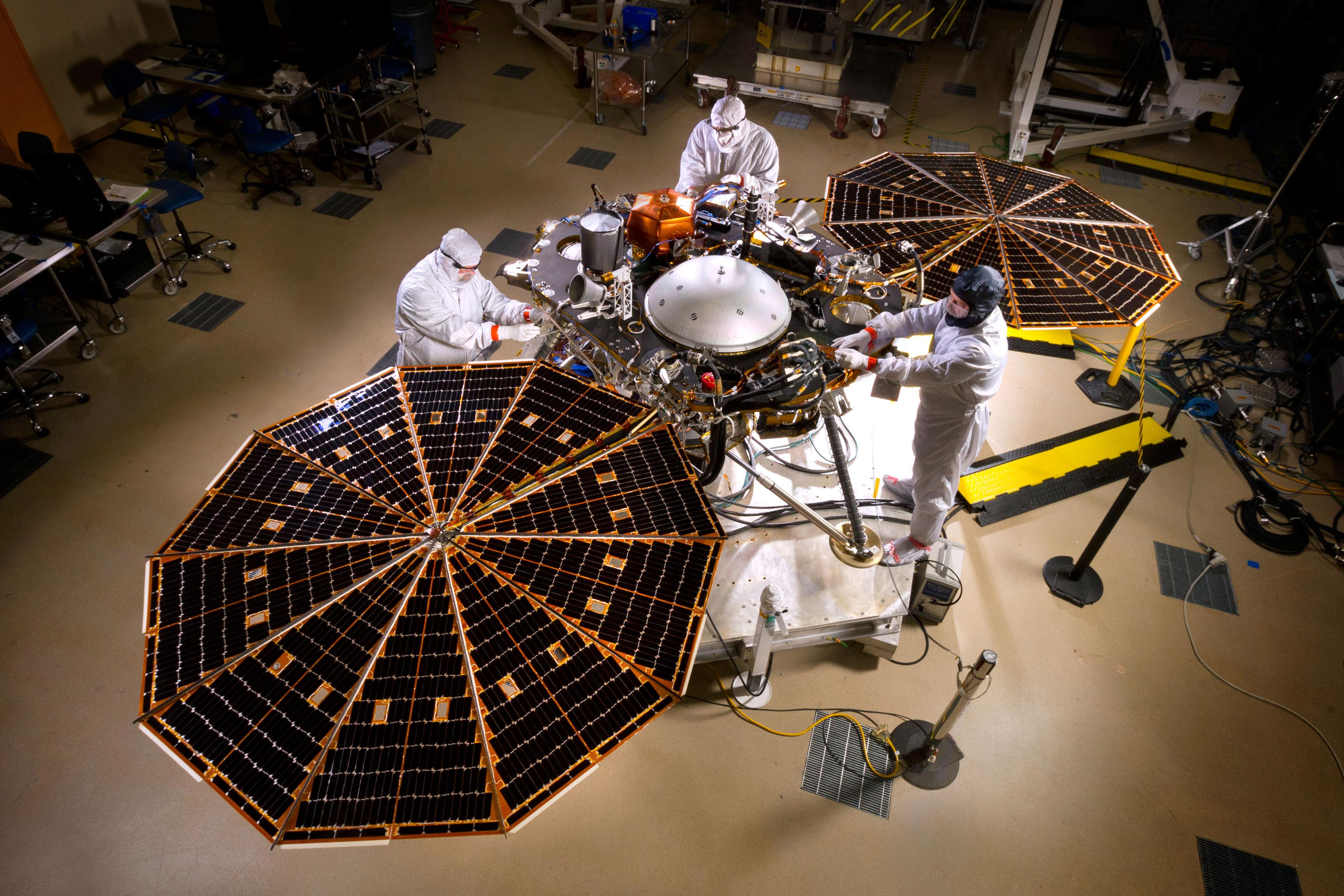
建造“洞察号”探测器，它的发射将推迟到2018年，在发现计划的发射史上留下7年的空白。

在20世纪末和21世纪初，由于美国宇航局预算的削减，发现计划定期启动任务的能力受到限制，导致进入21世来纪只发布过两次发现计划招标公告。美国宇航局小天体评估小组(SBAG)，在2011年3月发表的《2013年-2022年十年行星科学愿景与航程》报告中，向美国宇航局提出建议，呼吁以两年发射一次的节奏，“维持发现计划的既定目标”。他们还建议在每18-24个月中选择两项而非一项任务概念，最终确保每年启动一项发现任务。
在第13次发现任务评选开始前，该计划已经启动了11次任务。第12次“洞察号”任务，由于在多次真空试验中，无法控制探测器中一台主要仪器的泄漏，其原定于2016年3月的发射日期被一再推迟。因此，发射日期推迟至2018年5月—本次评选结束后一年，也即第13次“发现计划”任务发射前两年，使得成本超支达1.55亿美元。人们对成本超支、任务发射的七年间隔及对发现计划的影响表示担忧，尽管美国宇航局官员坚称“洞察号”面临的问题不会影响该计划和第13次发现任务的竞逐。

## 过程

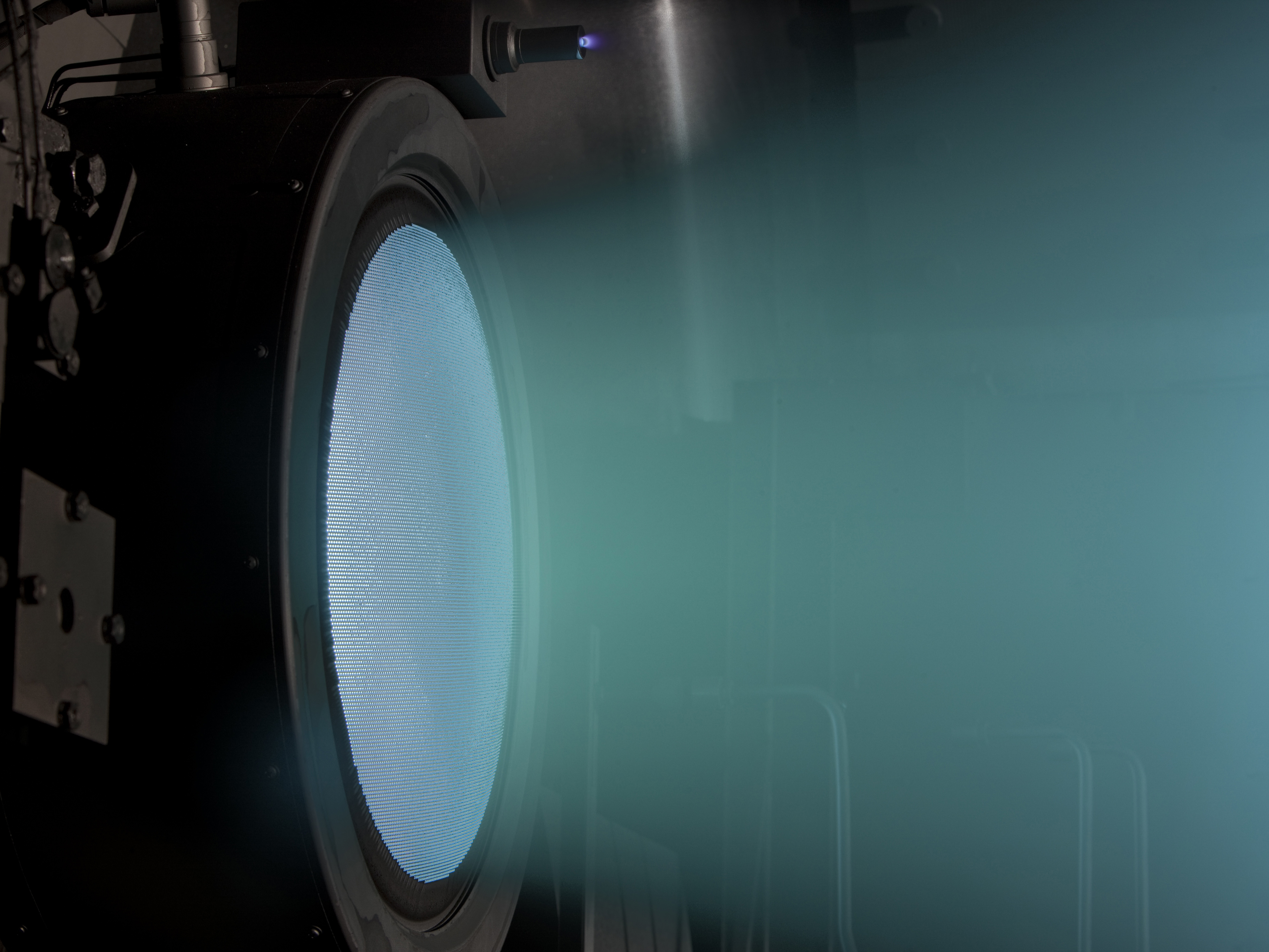
美国宇航局将为拟议的第十三次发现计划任务提供下一代离子推进器技术。

- 如能展示3D编织隔热罩，还可获得另外1000万美元[13]。
- 如采用小型化深空原子钟，则可获得额外的500万美元[13]
- 下一代氙气离子推进器[14]和放射性同位素加热器装置也可用于该任务，但无额外的奖励[13]。

4.5亿美元的成本上限将首次不包括发射后的运营费用。2014年11月5日将发布最终要求，除此之外，他们还澄清激光通信装置并不是一项必要的要求，但如有，可给予一定的预算奖金。
- 如果尝试在太空演示激光通信(而不是无线电通信)，用激光发送超过一个地月距离(从地球到月球的距离)的数据[13][17][18]，则可获得额外的3000万美元。该系统被称为深空光学通信(DSOC)[19]，其设备将能使探测器的通信性能和效率提高10到100倍，超过传统手段[19][20]。

## 时间表

### 招标发布

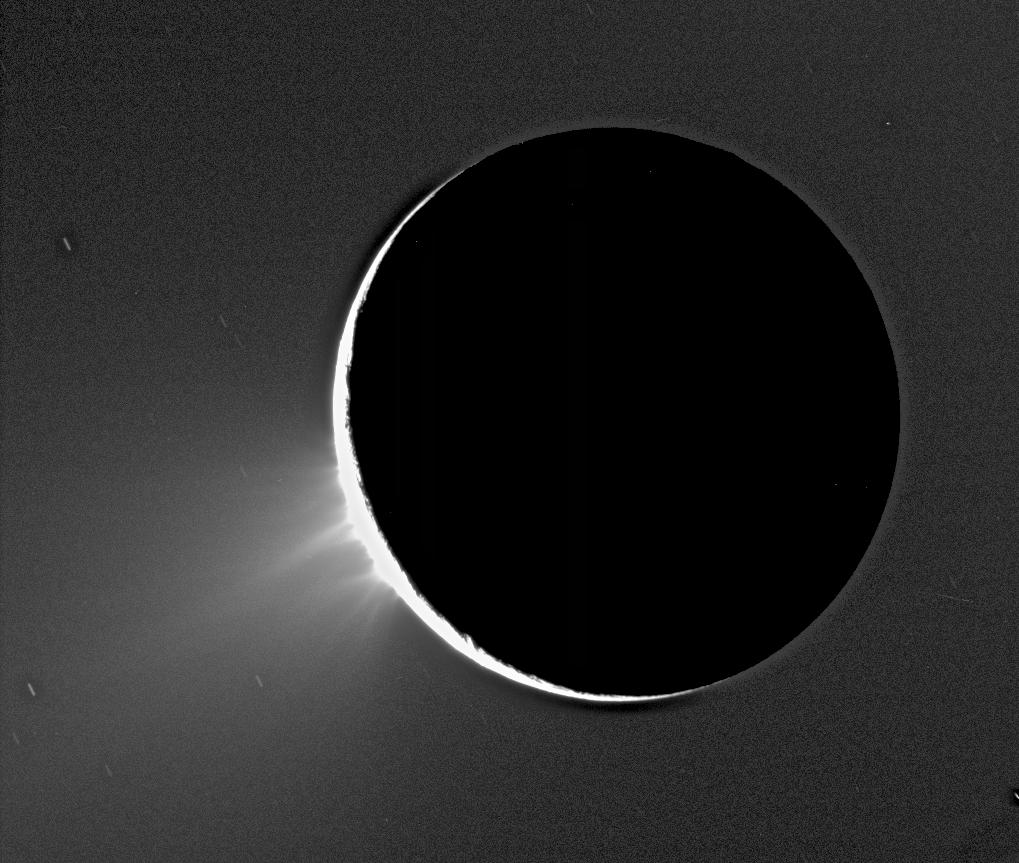
土卫二是被广泛宣传的土卫二生命探索者提案的目标。

在第12次发现任务评选结束后，下一次招标公告(AO)的国会截止日期定为2014年5月1日。美国国会批准了奥巴马政府最初2014财年申请中增加发现计划及美国宇航局其他部门和项目的7500万元预算。然而，美国宇航局科学任务理事会官员在2014年1月表示，这一期限将无法满足，而且可能会推迟几个月。美国宇航局行星科学部主任詹姆斯·杰米·格林(James ”Jim” Green)在一次新闻发布会上指出，“他们给我们的日期是5月1日，这并不现实”，他说，在过去十年发现计划预算不断下降的情况下，该最后期限是不可行的。一个月后，戈达德太空飞行中心发布了第13次发现计划招标草案，大体介绍了主要相关内容，其中入围的三项提案将获得300万美元，以进一步开发他们的方案，获胜者将获得4.5亿美元的资金来建造航天器和执行任务，但不包括发射成本，这比美国宇航局最初5亿美元资金的预计减少了5000万美元。该招标草案包含有对技术的潜在经济激励，这些技术将最终被纳入第13次发现任务招标方案定稿中，如进入极端环境隔热罩(HEEET)和深空光学通信(DSOC)技术，该设备可将航天器的通信性能和效率提升至传统手段的10至100倍。预计最终招标发布日期为2014年9月，即在最初国会截止日的4个月后。草案的正式文本于2014年7月2日发布，而正式招标公告将在11月5日发布。
在2015年2月26日最终截止日前，美国宇航局共收到28份有关下一次发现任务的提案。截止日当天，洛克希德马丁航天系统公司称，作为承包商他们支持了多项提案，而美国宇航局并没有披露所收到的发现计划任务提案，一年来许多任务小组通过各种科学和天文会议公开了他们的建议。在第一轮选拨中，一项目标为土卫二的特别参选者，即天体生物学“土卫二生命探索者”任务受到新闻媒体的高度关注；2015年3月，在第64届月球与行星科学大会上，木卫一火山观测者也被揭晓为这次竞选的参赛者，这是它继之前参加第12次发现任务和第3次新疆界任务后的第三次尝试；在2015年6月30日美国宇航局小天体评估小组举行的三小时会议上，各团队通过简报形式公布了一些针对小行星的提案。会议期间，又有三家承包商被透露是众多参选者的支持方—鲍尔航空航天技术公司、波音公司防务、空间与安全部和ATK轨道公司。第一轮评选期间发生了一件值得注意的事件，2015年9月，美国宇航局宣布停止参与B612基金会的哨兵太空望远镜项目，这是一台专注于寻找新近地天体(NEOs)的红外空间望远镜，与之最为相似的近地天体照相机提案也是一项红外搜寻近地天体的太空观测任务，作为一项合适的替代型任务，它试图借此机会一举获得中选。

### 决赛与选拔
2015年9月，在提交给美国宇航局审议的众多提案中，有五项被正式选定参加最后一轮筛选，入选者包括达芬奇号和真相号探测器，这两艘航天器的目标是金星，这是美国宇航局自1994年麦哲伦号探测器以后，从未探访过的一颗行星。同时入选的还有灵神星号和露西号，这是两项针对小行星的探测任务；以及近地天体照相机，一台专注于近地天体的空间望远镜。这是自1999年发现7号和8号任务评选以来，首次有五项提案进入最终遴选，通常只有三项任务入选。根据美国宇航局的说法，这背后的原因是为了开启选择两项而非一项任务来资助和发射的可能性。2016年11月和12月，美国宇航局人员对五项提案任务的拟议运营和制造中心进行了实地考察。尤其是亚利桑那州立大学的“卡林·瓦伦丁”(Karin Valentine)讲述了30名美国宇航局代表抵达劳拉空间系统公司，拟用作灵神星任务制造现场的情况，他们在实地考察期间花了9个小时采访任务团队成员和工作人员。首席研究员“琳达·埃尔金斯·坦顿”(Linda Elkins Tanton)说，灵神星团队已花了长达六个月的时间为访问做准备，尽管她说“几乎没有足够的时间[……]回答这些有关我们任务的复杂和技术性问题，这些问题确实曾耗费了约140人团队许多漫长而艰苦工作日”。
在决赛的这一年里，随着“达芬奇号”和“真相号”的入选，金星再次受到关注。2015年12月，破晓号的第二次轨道插入尝试成功，引发了当代公众和媒体对金星兴趣的提升，随后从金星传回了早期数据，直到下一年。在这段时间，通过近期有关该行星上火山活动，以及金星大气层中寒冷层的发现，使“真相号”和“达芬奇号”都相继出现在媒体显著的位置上，两个有趣的主题都对应了各自的任务。此外，“《自然》”和“今日宇宙”等杂志和网站上也对这些任务进行了专题报道。2016年10月在发现灵神星上存在水的证据后，灵神星号任务也在评选前的最后数月被媒体予以了宣传。
在两次推迟原定于2016年9月和12月的评选日期后，2017年1月4日，揭晓评选获胜者的新闻发布会提前一天召开，而在发布会召开前两小时，通过新闻稿对外宣布了评选获胜者“露西号”和“灵神星号”。此次评选的另一最终结果，是为处于“A阶段”研究中的近地天体照相机提案提供额外的一年研发资金。吉姆·格林说，选择的这些任务是美国宇航局“研究太阳系如何形成和演化更大战略”的一部分，他将小天体和小行星描述为“拼图中的其它部分(将)帮助我们理解太阳及其行星家族是如何形成，如何随时间的推移而变化、为何成为生命得以发展和维持的地方，以及未来会发生什么”。

## 任务建议
提案截止日为2015年2月16日，可能包括了以下候选任务：
 
土星系
- 土卫二生命探索者 (ELF)—一项评估土卫二宜居性和寻找生命印记的天体生物学轨道飞行器任务[59]。
- 土卫二和土卫六之旅 (JET)—一项天体生物学轨道飞行器任务，旨在评估土卫二的宜居性并在羽状喷流中寻找生命印记[60]。
- 土卫二生命调查 (LIFE)—一项天体生物学采样返回任务，以评估土卫二的宜居性并寻找羽状喷流样本中的生命印记[61]。

木星系
- 木卫一火山观测者—通过测量木卫一的全球热流、感应磁场、熔岩温度、大气成分、火山羽流和熔岩，探索木卫一火山活动及其对整个木星系统的影响的任务[62]。
- 先进木星小行星探测器(AJAX)—探测一颗木星特洛伊小行星的任务[63]。

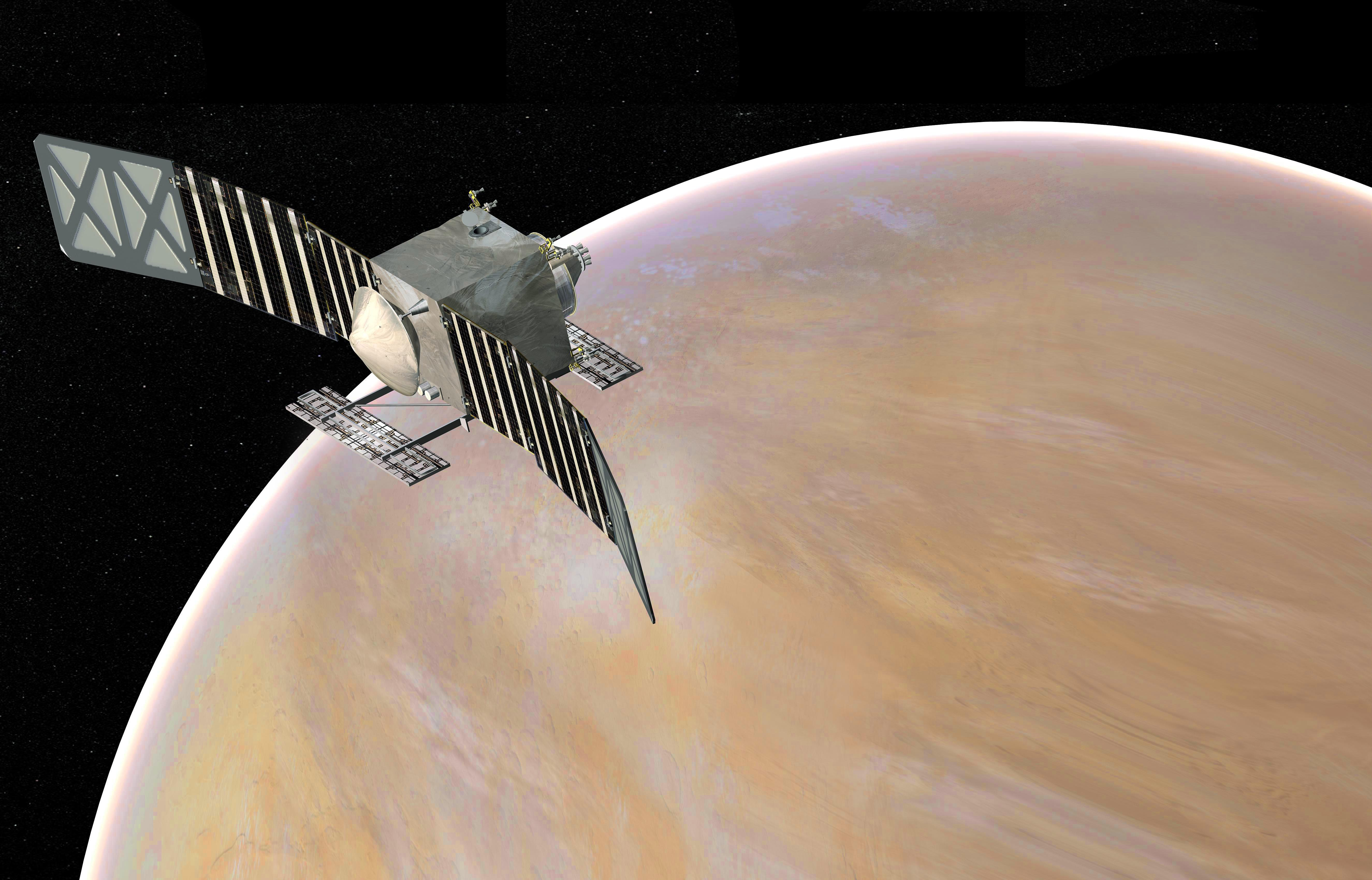
金星上“真相号”轨道飞行器艺术想像图

金星 
- 金星深层大气层稀有气体、化学成分及成像研究 (DAVINCI)−金星大气探测器，在63分钟的下降过程中研究金星大气层的化学成分，2015年9月入选五项决赛提案之一。
- 金星雷达(RAVEN) -金星的高分辨率测绘[64]。
- 金星大气层和表面探测器(VASE)—将测量大气层中稀有气体和轻稳定同位素的完整贮存量，并提供从云层到地表温度、压力和风的第一幅完整大气层结构剖面图[65]。
- 金星辐射率、射电科学、干涉雷达、地形和光谱学研究 (VERITAS)—生成金星全球高分辨率地形图，并对金星表面及结构成像的轨道飞行器。2015年9月入选五项决赛提案之一。

火星系
- 火星卫星探测、侦察和登陆调查(MERLIN)，飞越火卫二，然后环绕并降落在火卫一上的任务[66]。
- 火卫一和火卫一起源评估(PANDORA) ，环绕火卫一和火卫一轨道的任务[66]。
- 火卫一、火卫二及火星环境调查 (PADME)[66][67]。
- 生命破冰者将使用凤凰号/洞察号平台，但将携带搜索火星上过去地外生命的探测设备[68]。

提议的小行星、彗星和月球

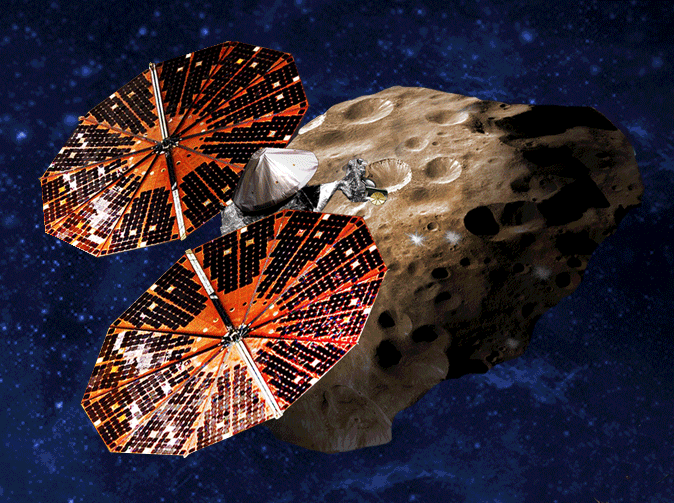
露西号探测器艺术图

- 双星小行星实地探测器(BASiX)—探访一对双星小行星，并引发一场小爆炸以查看如何影响这两颗天体运动的任务[69]。
- 彗星雷达探测器(CORE)。
- 暗小行星交会(DARe)—使用配备离子推进器的航天器探访九颗小行星的任务[70]。
- 露西号—将执行对木星特洛伊小行星的第一次侦察，一些报导的可能目标将是小行星欧律巴忒斯、奥鲁斯、琉科斯、双星帕特罗克洛斯及其伴星墨诺提俄斯和主带小行星唐纳德约翰森[71][72]。2015年9月入选五项决赛提案之一。
- 月球年代和风化层探测器(MARE)[73][74]。
- NanoSWARM — 立方卫星，研究空间风化，月球磁性，月球水和小尺度磁层的任务。
- 近地天体照相机 (NEOCam)—是一台太空红外线望远镜，旨在探测太阳系中潜在危险小行星。2015年9月入选五名决赛提案之一。
- 普罗透斯(Proteus)–执行主带彗星238P/里德的探测任务[75]。
- 灵神星号—前往灵神星的轨道飞行器，它是主小行星带中质量最大的金属小行星，被认为是暴露在外的原行星铁核[76]。2015年9月入选为五项入围提案之一。
- 柯伊伯望远镜—使用一架直径1.2米，位于地球轨道拉格朗日L2点的太空望远镜，观测包括巨行星和它们的卫星及小天体在内的多颗目标天体[77]。

### 入围提案
| 探测器图 · | 名称 | 机构               | 首席研究员         | 目标             |  |
| --- | --- | ------------------ | ------------------ | ---------------- |  |
| | 露西号 | 博尔德西南研究院   | 哈罗德·利维森      | 木星特洛伊小行星 |  |
| 露西号是一项侦察任务，它将发送一艘探测器，从2021年至2032年，至少对五颗木星特洛伊小行星作多次飞越。该探测器将对每颗特洛伊小行星的地质、表面特征、组成、质量和密度进行观测，以便对太阳系的形成和演化进行研究，这次任务将采用深空原子钟。 | |                    |                    |                  |  |
| | |                    |                    |                  |  |
| | 灵神星号 | 亚利桑那州立大学   | 琳达·埃尔金斯·坦顿 | 灵神星           |  |
| 灵神星号是一项小行星带探索任务，目标是向M-型小行星灵神星发射一艘探测器。该探测器将研究这颗小行星，据信它是裸露在轨道上的一颗早期太阳系原行星的内核，目的是更好地了解太阳系早期形成的过程。由于地质活动，无法对现有行星体进行研究。主要任务将持续六个月，重点研究小行星的引力、组成和地形。此外，探测器将使用类似黎明号的太阳能电力推进系统，但灵神星号使用的是霍尔效应推进器，与黎明号使用的考夫曼推进器并不同。 | |                    |                    |                  |  |
| | |                    |                    |                  |  |
| N/A | 达芬奇号 | 戈达德太空飞行中心 | 洛丽·格莱兹        | 金星             |  |
| N/A | 金星深层大气层稀有气体、化学和成像研究(DAVINCI)任务是发射一艘穿过金星大气层的探测器，利用63分钟的下降过程对其进行研究。作为先驱者金星联合探测器和金星任务的后继者，本次任务将以先驱者金星和金星快车的发现为基础，重点寻找金星上存在活火山的证据和二氧化硫特征。 |                    |                    |                  |  |
| | |                    |                    |                  |  |
| | 近地天体相机 | 喷气推进实验室     | 艾米·迈因策        | 近地天体         |  |
| 近地天体相机(NEOCam)是一项空间望远镜任务，在设计和概念上与开普勒空间望远镜相似，它将搜寻和识别潜在危险的近地天体。该小组的科学家说，他们将能发现至少是目前已知数量十倍的近地天体，主要目标是在为期四年的任务中，确定主小行星带中所存在的三分之二直径超过140米(460英尺)的小行星数。探测器上将安装一台喷气推进实验室已开发十多年的先进红外传感器。该项目的首席研究员艾米·迈因策也是红外勘测探测器近地天体观测任务，一项类似在近地轨道上观测小行星任务的主要研究者。近地天体相机方案是第二次尝试获得发现计划的资助，最初它在2006年第11次发现任务评选时曾提交过美国宇航局，但没有进入最终入围名单。 | |                    |                    |                  |  |
| | |                    |                    |                  |  |
| | 真相号 | 喷气推进实验室     | 苏萨尼·斯穆瑞卡    | 金星             |  |
| 金星辐射率、射电科学、干涉雷达、地形学和光谱学(VERITAS)的目标是将航天器发射到金星轨道，通过高分辨率雷达图像研究金星表面，有效接替麦哲伦号金星探测器。图像将通过使用X波段单通道干涉合成孔径雷达(InSAR)结合多光谱近红外(NIR) 发射率测绘功能获得 。此次任务的主要目标是研究金星过去的地质情况、是否曾存在过生命以及其他更深入的研究，如金星的构造和火山活动史、寻找近期地表可能的更新事件证据。 | |                    |                    |                  |  |

### 提交
在第13次发现任务评选中，各机构共向美国宇航局提交了28份提案，与2011年第12次发现任务竞选期间收到的件数大致相同。其中16项提案主要集中于太阳系小天体，包括小行星、彗星、柯伊伯带天体和行星卫星。在2015年9月选出最终入围者之前，28项提案中有27项已向公众披露：

| 月球 - 月球年代和风化层探测器 (MARE) - NanoSWARM 内太阳系 - 生命破冰者 - 火星卫星探测、侦察和登陆调查 (MERLIN) - 火卫一、火卫二及火星环境调查 (PADME) - 火卫一和火卫一起源评估 (PANDORA) - 金星雷达(RAVEN) - 金星大气层和表面探测器(VASE) 外太阳系 - 土卫二生命探索者 - 木卫一火山观测者 - 土卫二和土卫六之旅 (JET) - 土卫二生命调查 (LIFE) | 小行星 - 先进木星小行星探测器 (AJAX) - 双星小行星实地探测器 (BASiX) - 哈特利彗星分析收集古代生命的联系 - 彗星雷达探测器 (CORE) - 暗小行星交会 (DARe) - 主带小行星和近地天体成像和光谱之旅 - 原始材质探测器 - 普罗透斯 柯伊柏带及更远 - 柯伊柏 - 惠普尔 |